# Antoni Wit
Antoni Piotr Wit (ur. 7 lutego 1944 w Krakowie) – polski dyrygent, kompozytor, prawnik, profesor dyrygentury Uniwersytetu Muzycznego Fryderyka Chopina w Warszawie. W latach 1983–2000 dyrektor naczelny i artystyczny Narodowej Orkiestry Symfonicznej Polskiego Radia w Katowicach, 2002–2013 dyrektor naczelny i artystyczny Filharmonii Narodowej w Warszawie.

## Wykształcenie
W Państwowej Wyższej Szkole Muzycznej w Krakowie (obecnej Akademii Muzycznej) studiował dyrygenturę u Henryka Czyża (dyplom z odznaczeniem w 1967), kompozycję u Krzysztofa Pendereckiego. Studia kompozytorskie kontynuował pod kierunkiem Nadii Boulanger w Paryżu (1967–1968). Ponadto w 1969 ukończył prawo na Uniwersytecie Jagiellońskim w Krakowie.
II miejsce w Międzynarodowym Konkursie Dyrygenckim Herberta von Karajana w Berlinie w 1971 zapoczątkowało jego karierę. W 1973 doskonalił swoje umiejętności pod kierunkiem Stanisława Skrowaczewskiego i Seiji Ozawy w Tanglewood. Współpracował z Teatrem Wielkim w Warszawie i Malmö Stadsteater oraz dyrygował orkiestrami zagranicznymi – symfonicznymi, radiowymi i telewizyjnymi w Berlinie, Mediolanie, Turynie, Lipsku, Salzburgu.

## Kariera dyrygencka
Antoni Wit w latach 1974–1977 był zastępcą dyrektora do spraw artystycznych Filharmonii Pomorskiej i pierwszym dyrygentem Orkiestry Symfonicznej Filharmonii Pomorskiej. W Bydgoszczy uzyskał samodzielność repertuarową i możliwość realizowania tych dzieł, które najbardziej sobie cenił. Zapraszał dyrygentów ze świata (Kazuhiro Koizumi, Enrico De Mori) i polską czołówkę z Bohdanem Wodiczką, Andrzejem Straszyńskim, Henrykiem Debichem, Jerzym Maksymiukiem. Sprowadzał również solistów, m.in.: Witolda Małcużyńskiego, Edwarda Auera, Wandę Wiłkomirską, Krystiana Zimermanna, Konstantego Kulkę. W 1976 orkiestra symfoniczna FP pod jego batutą wystąpiła na prestiżowym festiwalu „Berlinner Festwochen”. Nie zaniedbywał też swojej indywidualnej kariery dyrygenckiej. W Japonii przygotował pierwsze w tym kraju wystawienie „Halki” S. Moniuszki (Tokio,1975), dyrygował symfonicznymi koncertami m.in. w Hiszpanii, USA, na Kubie.
W 1977 wrócił do rodzinnego Krakowa, gdzie objął kierownictwo Orkiestry i Chóru Polskiego Radia i Telewizji. Przez siedemnaście lat (1983–2000) kierował Narodową Orkiestrą Symfoniczną Polskiego Radia w Katowicach (dawniej Wielka Orkiestra Symfoniczna Polskiego Radia). W latach 1987–1992 był dyrygentem Orquesta Filarmónica de Gran Canaria.
Od 1998 jest profesorem dyrygentury Uniwersytetu Muzycznego Fryderyka Chopina w Warszawie. Od 2002 do 2013 był dyrektorem naczelnym i artystycznym Filharmonii Narodowej w Warszawie.
W latach 2005 i 2010 dyrygował Orkiestrą Symfoniczną Filharmonii Narodowej podczas przesłuchań finałowych na Międzynarodowych Konkursach im. Fryderyka Chopina.
Dyrygował niemal we wszystkich ośrodkach muzycznych Europy oraz w Stanach Zjednoczonych, Kanadzie, Meksyku, Izraelu, Brazylii, Argentynie, Japonii, Hongkongu, Korei Południowej, Australii, Nowej Zelandii, Chinach i na Tajwanie. Oprócz licznych polskich orkiestr symfonicznych, występował m.in. z:
- Berliner Philharmoniker
- Staatskapelle Dresden
- Tonhalle-Orchester Zürich
- Royal Philharmonic Orchestra
- BBC Symphony Orchestra
- Orchestre Symphonique de Montréal
- Orchestra dell’Accademia di Santa Cecilia
- Orchestre de la Suisse Romande
- Philharmonia St. Petersburg
- NHK Symphony Orchestra / Tokyo
- New Zealand Symphony Orchestra
- Orquestra Sinfônica do Estado de São Paulo
- Orquesta Sinfónica de El Salvador
- Filarmonica della Scala

Został członkiem honorowego komitetu poparcia Bronisława Komorowskiego przed wyborami prezydenckimi w Polsce w 2015.

## Nagrania
Antoni Wit należy do nielicznego grona artystów na świecie, których płyty sprzedano w łącznym nakładzie ponad 5 milionów egzemplarzy. Nagrał ponad 200 płyt dla wytwórni takich jak: EMI, Decca Records, CBS, NVC Arts, Pony Canyon, Camerata Tokyo, Polskie Nagrania, DUX, CD Accord, NAXOS. Nagrań tych dokonywał głównie z udziałem zespołów Filharmonii Narodowej i NOSPR.
Z Orkiestrą Symfoniczną i Chórem Filharmonii Narodowej zarejestrował dla NAXOS serię 5 płyt z kompletem dzieł Karola Szymanowskiego. Dokonał także nagrania wszystkich utworów orkiestrowych Witolda Lutosławskiego (10 płyt), a także muzyki Krzysztofa Pendereckiego (dotychczas 13 płyt). Wielokrotnie dyrygował i nagrywał utwory innych kompozytorów polskich, m.in. Wojciecha Kilara, Krzysztofa Meyera i Henryka Mikołaja Góreckiego.
Nagrania obejmują także utwory światowej literatury, m.in. przyjęte z wielkim uznaniem krytyków interpretacje dzieł Gustava Mahlera, Richarda Straussa i Oliviera Messiaena.

## Nagrody

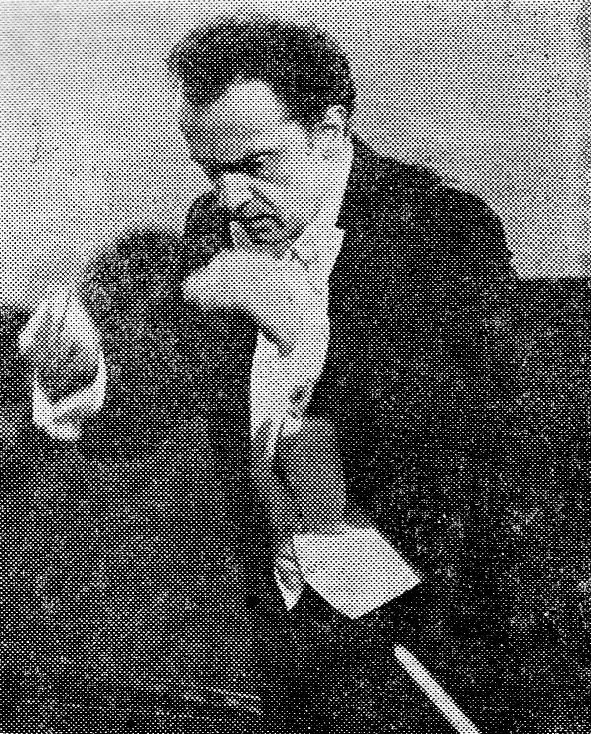
Antoni Wit (1986)

### Nominacje do nagrodyGrammy Award
- 2004 – I nominacja (za Pasję wg św. Łukasza Pendereckiego)
- 2005 – II nominacja (za Polskie Requiem Pendereckiego)
- 2007 – III nominacja (za Siedem bram Jerozolimy Pendereckiego)
- 2008 – IV nominacja (za Stabat Mater Szymanowskiego)
- 2009 – V nominacja (za I i IV Symfonię Szymanowskiego)
- 2009 – VI nominacja (za Jutrznię Pendereckiego)
- 2012 – VII nominacja (za nagrania zestawu dzieł Pendereckiego) – zakończona przyznaniem nagrody (patrz niżej)

### Nagrodzone nagrania
- 1983 – Diapason d’Or i Grand Prix du Disque de la Nouvelle Académie (za nagranie kompletu koncertów fortepianowych Prokofjewa, solista: Kun Woo Paik)
- 2002 – Cannes Classical Award – Midem Classique 2002 (za Symfonię Turangalîla Messiaena)
- 2002 – Fryderyk w kategorii album roku – muzyka symfoniczna (za Mi-parti Lutosławskiego, Mszę Meyera, Concerto grosso na trzy wiolonczele i orkiestrę Pendereckiego)
- 2004 – Classical Internet Award (za Pasję wg św. Łukasza Pendereckiego)
- 2005 – Records Academy Award (za Polskie Requiem Pendereckiego)
- 2005 – Fryderyk w kategorii album roku – muzyka symfoniczna (za płytę Kronika Konkursu Chopinowskiego 2005 vol. 13, solista: Rafał Blechacz)
- 2005 – Fryderyki w kategoriach album roku – muzyka współczesna i najwybitniejsze nagranie muzyki polskiej (za Koncert na orkiestrę oraz Koncert na wiolonczelę i orkiestrę Lutosławskiego)
- 2007 – Gramophone Editor’s Choice (za koncerty skrzypcowe i Nokturn i Tarantelę Szymanowskiego)
- 2008 – Gramophone Editor’s Choice (za II i III Symfonię Szymanowskiego)
- 2008 – BBC Music Magazine Editor’s Choice (za Stabat Mater, Veni Creator, Litania do Maryi Panny, Demeter i Penhesilea Szymanowskiego)
- 2009 – BBC Music Magazine Editor’s Choice (za Harnasie, Mandragora i Kniaź Patiomkin Szymanowskiego)
- 2012 – Nagroda Grammy (za nagranie z udziałem Orkiestry Symfonicznej Filharmonii Narodowej zestawu dzieł Krzysztofa Pendereckiego: Fonogrammi, Koncert na róg, Partita, Przebudzenie Jakuba, Anaklasis, De natura sonoris; solistami nagrania byli: Urszula Janik – flet, Jennifer Montone – róg i Elżbieta Stefańska – klawesyn; płyta wydana przez firmę NAXOS)[2]

### Pozostałe nagrody i odznaczenia
- 1984, 1996 – Nagrody krytyków Orfeusz na Festiwalu Muzyki Współczesnej Warszawska Jesień
- 1985 – Krzyż Kawalerski Orderu Odrodzenia Polski
- 1998 – Diamentowa Batuta, nagroda Polskiego Radia
- 2000 – Krzyż Komandorski Orderu Odrodzenia Polski[3]
- 2002 – Krzyż Oficerski Orderu Krzyża Południa, odznaczenie nadane przez prezydenta Brazylii[4]
- 2002 – Złoty Medal Fundacji Artura Rubinsteina
- 2006 – Krzyż Oficerski Orderu Zasługi dla Republiki Włoskiej, odznaczenie nadane przez prezydenta Włoch
- 2010 – Nagroda Fundacji im. Karola Szymanowskiego
- 2011 – Krzyż Komandorski z Gwiazdą Orderu Odrodzenia Polski[5][6]
- 2015 – Kawaler Orderu Legii Honorowej[7]
- Odznaka Honorowa „Zasłużony dla Mazowsza”[8]